# Nevelsfjorden
Nevelsfjorden er en fjordarm af den del af Sørfolda som ligger i Bodø kommune i Nordland fylke i Norge. Den går 12 kilometer i sydvestlig retning fra indløbet mellem Fornesodden i nord og Vindvikodden i syd til Tverrbakkan, øst for Kjerringøy, i bunden.
Fjorden er omgivet af fjelde som når mellem 300 og 1.000 meters højde. Ørnnestinden (834 moh. og Storlitinden (674 moh.) er de højeste på nordsiden mens der på sydsiden ligger blandt andet ligger Skeistinden (972 moh.) og Trolltinden (924 moh.). Mellem Tårnvikfjellet og Reindalskartinden går indløbet til Eidekjosen som går  i nordlig retning. 
Østgrænsen til Sjunkhatten nationalpark følger store dele af den sydlige kystlinje af Nevelsfjorden hvor de to vejløse gårde Nevelen og Straumnes ligger. Der er lokal vej fra Fylkesvei 571 til bebyggelserne Tverrbakkan i fjordbunden og Øyjorda på nordsiden. Der er omtrent 15 fastboende i området.